# Мужество (фильм, 1939)
«Мужество» — советский чёрно-белый фильм, поставленный на киностудии «Ленфильм» в 1939 году режиссёром Михаилом Калатозовым. По мотивам рассказов Георгия Кубанского.

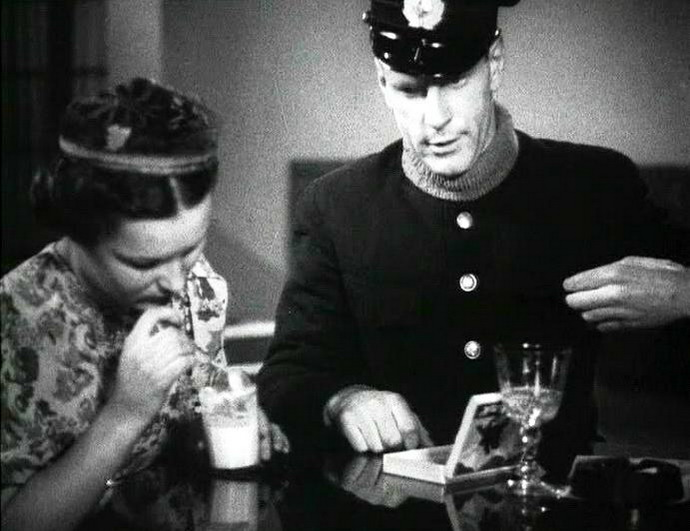
Кадр из фильма

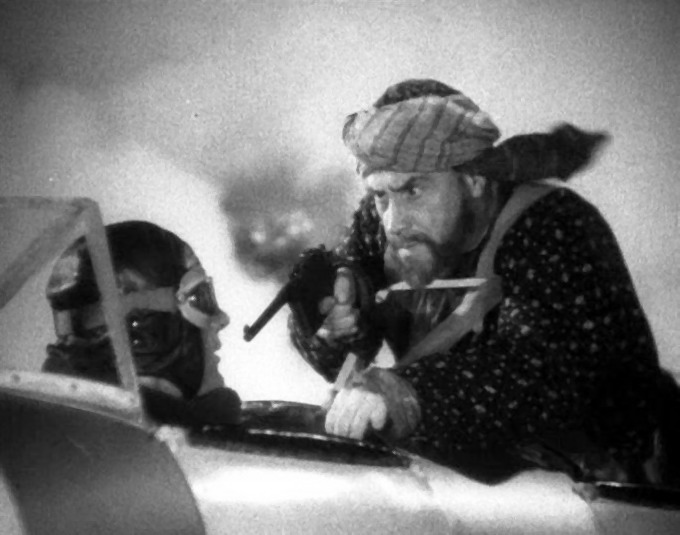
Кадр из фильма

Премьера фильма в СССР состоялась 16 августа 1939 года.

## Сюжет
Воздушный лихач — пилот гражданского воздушного флота Алексей Томилин — однажды решает больше не искушать судьбу и летать только по прямой. Аэропорт, где работает Томилин, находится около границы с Афганистаном. Однажды герой получает задание лететь в пограничный район и передать пакет с приказом о поимке крупного диверсанта, перешедшего границу. Возвращаясь, Томилин делает вынужденную посадку около заброшенного жилища — и вскоре оказывается заложником банды. Герой делает вид, что согласен перебросить диверсанта за границу, и полагается только на себя и свой опыт воздушного аса-мертвопетлиста…

## В главных ролях
- Олег Жаков — орденоносец — пилот Алексей Томилин
- Дмитрий Дудников — засл. арт. Респ. орденоносец — Мустафа Хаджи
- Константин Сорокин — пилот Власов
- Алексей Бонди — орденоносец — командир отряда
- Александр Бениаминов — засл. арт. Респ. орденоносец — буфетчик Юсуф
- Фёдор Федоровский — капитан Быстров
- Пётр Никашин — борт-механик
- Зула Нахашкиев — Дугар
- Тамара Нагаева — пилот Файзи

## Съёмочная группа
- Автор сценария — Георгий Кубанский
- Режиссёр — Михаил Калатозов
- Ассистенты режиссёра — Семён Деревянский, Л. Дубенская
- Оператор — Вениамин Левитин
- Оператор комбинированных съёмок — Георгий Шуркин
- Ассистенты оператора — Музакир Шуруков, В. Богданов
- Воздушные съёмки — Вениамин Левитин, Георгий Шуркин, Музакир Шуруков, Н. Вихирев
- Звукооператор — Илья Волк
- Композитор — Венидикт Пушков
- Художник — Ефим Хигер
- Ассистент по монтажу — Д. Ландер
- Консультанты:
  - Пилот — орденоносец — Н. Шебанов
  - Инженер — В. Лузев
- Пилоты — И. Иванов, А. Гончаренко, П. Колесников

В фильме подробно показан самолёт УТ-2 и высший пилотаж на нём. Показаны самолёты ПС-84, ПС-89, ПС-9 (АНТ-9), Р-5, СБ-2.